# Kompania graniczna KOP „Marcinkańce”
Kompania graniczna KOP „Marcinkańce” (wcześniej „Rondomańce”) – pododdział graniczny Korpusu Ochrony Pogranicza pełniący służbę ochronną na granicy polsko-litewskiej.

## Geneza
Do czasu zakończenia wojny polsko-bolszewickiej, czyli do jesieni 1920, wschodnią granicę państwa polskiego wyznaczała linia frontu. Dopiero zarządzeniem z 6 listopada 1920 utworzono Kordon Graniczny Ministerstwa Spraw Wojskowych. W połowie stycznia 1921 zmodyfikowano formę ochrony granicy i rozpoczęto organizowanie Kordonu Granicznego Naczelnego Dowództwa WP. Obsadzony on miał być przez żandarmerię polową i oddziały wojskowe. Latem 1921 ochronę granicy wschodniej postanowiło powierzyć Batalionom Celnym. W Druskienikach rozmieszczono dowództwo i pododdziały sztabowe 41 batalionu celnego, a jego 2 kompania stacjonowała w Marcinkańcach. 
W drugiej połowie 1922 przeprowadzono kolejną reorganizację organów strzegących granicy wschodniej. 1 września 1922 bataliony celne przemianowano na bataliony Straży Granicznej. 
Już w następnym roku zlikwidowano Straż Graniczną, a z dniem 1 lipca 1923 pełnienie służby granicznej na wschodnich rubieżach powierzono Policji Państwowej. 
W sierpniu 1924 podjęto uchwałę o powołaniu Korpusu Ochrony Pogranicza – formacji zorganizowanej na wzór wojskowy, a będącej w etacie Ministerstwa Spraw Wewnętrznych.

## Formowanie i zmiany organizacyjne
Na podstawie rozporządzenie Ministra Spraw Wewnętrznych nr 1099 ze stycznia 1926, w trzecim etapie organizacji Korpusu Ochrony Pogranicza, sformowano 23 batalion graniczny , a w jego składzie 2 kompanię graniczną KOP. Do 1928 stacjonowała w m. Rondomańce. W listopadzie 1936 kompania liczyła 2 oficerów, 7 podoficerów, 4 nadterminowych i 63 żołnierzy służby zasadniczej.
W 1939 2 kompania graniczna KOP „Marcinkańce” podlegała dowódcy batalionu KOP „Orany”.

## Służba graniczna
Podstawową jednostką taktyczną Korpusu Ochrony Pogranicza przeznaczoną do pełnienia służby ochronnej był batalion graniczny. Odcinek batalionu dzielił się na pododcinki kompanii, a te z kolei na pododcinki strażnic, które były „zasadniczymi jednostkami pełniącymi służbę ochronną”, w sile półplutonu. Służba ochronna pełniona była systemem zmiennym, polegającym na stałym patrolowaniu strefy nadgranicznej i tyłowej, wystawianiu posterunków alarmowych, obserwacyjnych i kontrolnych stałych, patrolowaniu i organizowaniu zasadzek w miejscach rozpoznanych jako niebezpieczne, kontrolowaniu dokumentów i zatrzymywaniu osób podejrzanych, a także utrzymywaniu ścisłej łączności między oddziałami i władzami administracyjnymi. Miejscowość, w którym stacjonowała kompania graniczna, posiadała status garnizonu Korpusu Ochrony Pogranicza.
2 kompania graniczna „Marcinkańce” w 1934 ochraniała odcinek granicy państwowej szerokości 24 kilometrów 320 metrów.
Sąsiednie kompanie graniczne:
- 1 kompania graniczna KOP „Druskienniki” ⇔ 3 kompania graniczna KOP „Orany” – 1928[9], 1929[14], 1932[15], 1934[16], 1938[17]

## Struktura organizacyjna
Strażnice kompanii w latach 1928 – 1929
- strażnica KOP „Wiciuny”
- strażnica KOP „Uciecha”
- strażnica KOP „Wierszeradówka”
- strażnica KOP „Puchacze”
- strażnica KOP „Mordasowo”

Strażnice kompanii w latach 1932 – 1939
- strażnica KOP „Uciecha”[d]
- strażnica KOP „Wierszeradówka”[e]
- strażnica KOP „Puchacze”[f]
- strażnica KOP „Mordasowo”[g]

## Dowódcy kompanii
- dowódca 3 kgr kpt. Stanisław Koziar[18]
- kpt. Ludwik Bałos (7 VII 1934 − )[19]
- kpt. Wacław Szylko[h] (- 1939)